# Zacarias (São Paulo)
Zacarias es un municipio brasileño del estado de São Paulo. Se localiza a una latitud 21,05 Sur y a una longitud 50,05 Oeste. Su población estimada en el año 2004 era de 1.940 habitantes.
Posee un área de 318,8 km².

## Historia
El municipio fue fundado en el año 1941, por Antônio Zacarias, se tornó un poblado, perteneciente en la época, al municipio de Monte Apacible.
El día 24 de diciembre de 1948 fue elevada a distrito del municipio de Planalto (Sao Paulo), a través de la Ley 233, donde permaneció como distrito durante 44 años.
El distrito fue elevado a la condición de municipio por la Ley 7664 el 30 de diciembre de 1991, y fue reconocido como municipio el día 12 de marzo de 1992, siendo instalado el 1 de enero de 1993, por lo que el 12 de marzo de 1992 es considerado como el día de la Emancipación Política Administrativa.

## Geografía

### Hidrografía
- Río Tietê
- Arroyo Santa Bárbara

Diversos arroyos.

### Carreteras
- SP-461

## Galería de fotos

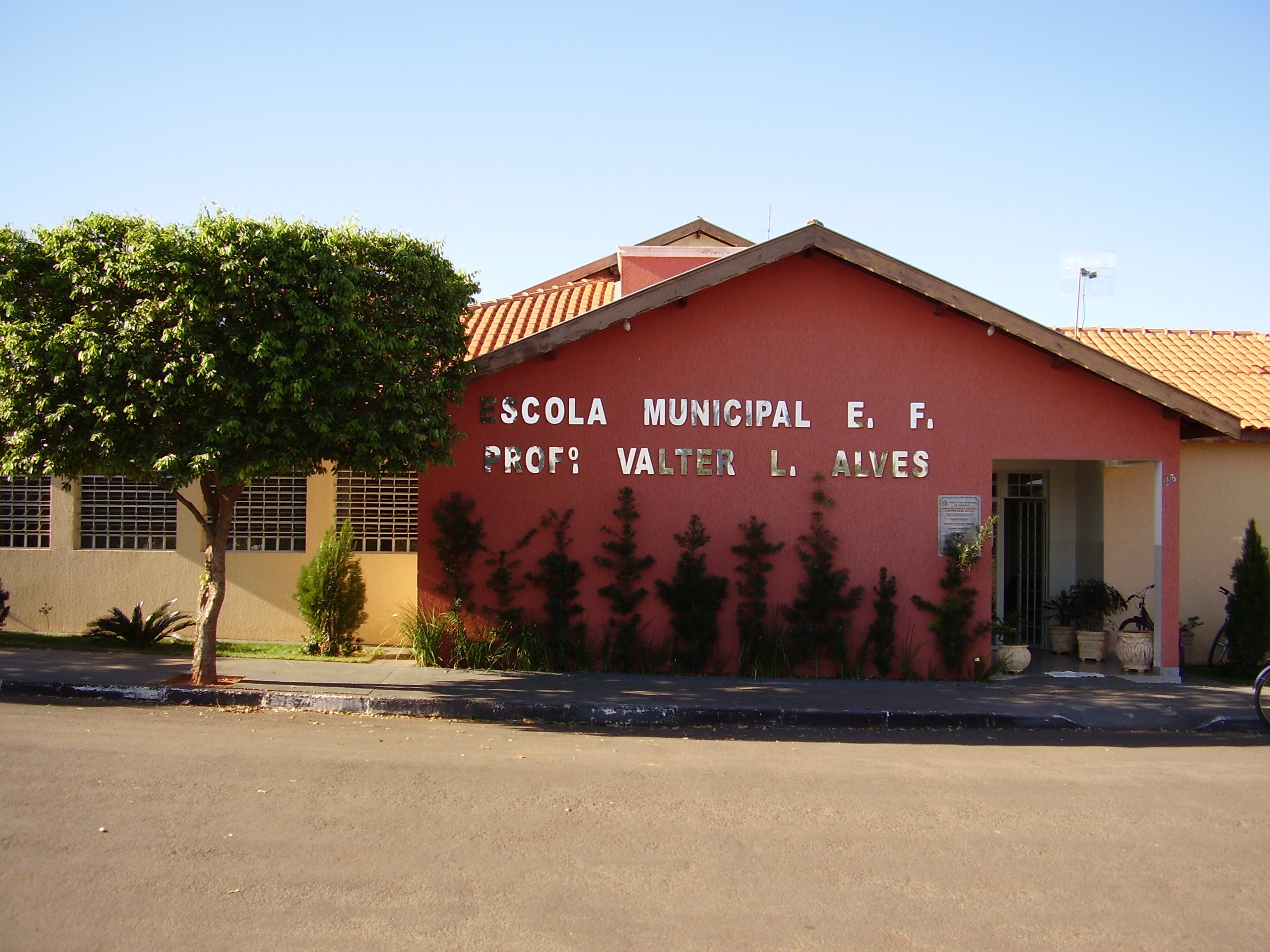
EMEF "Profº. Valter Luiz Alves"
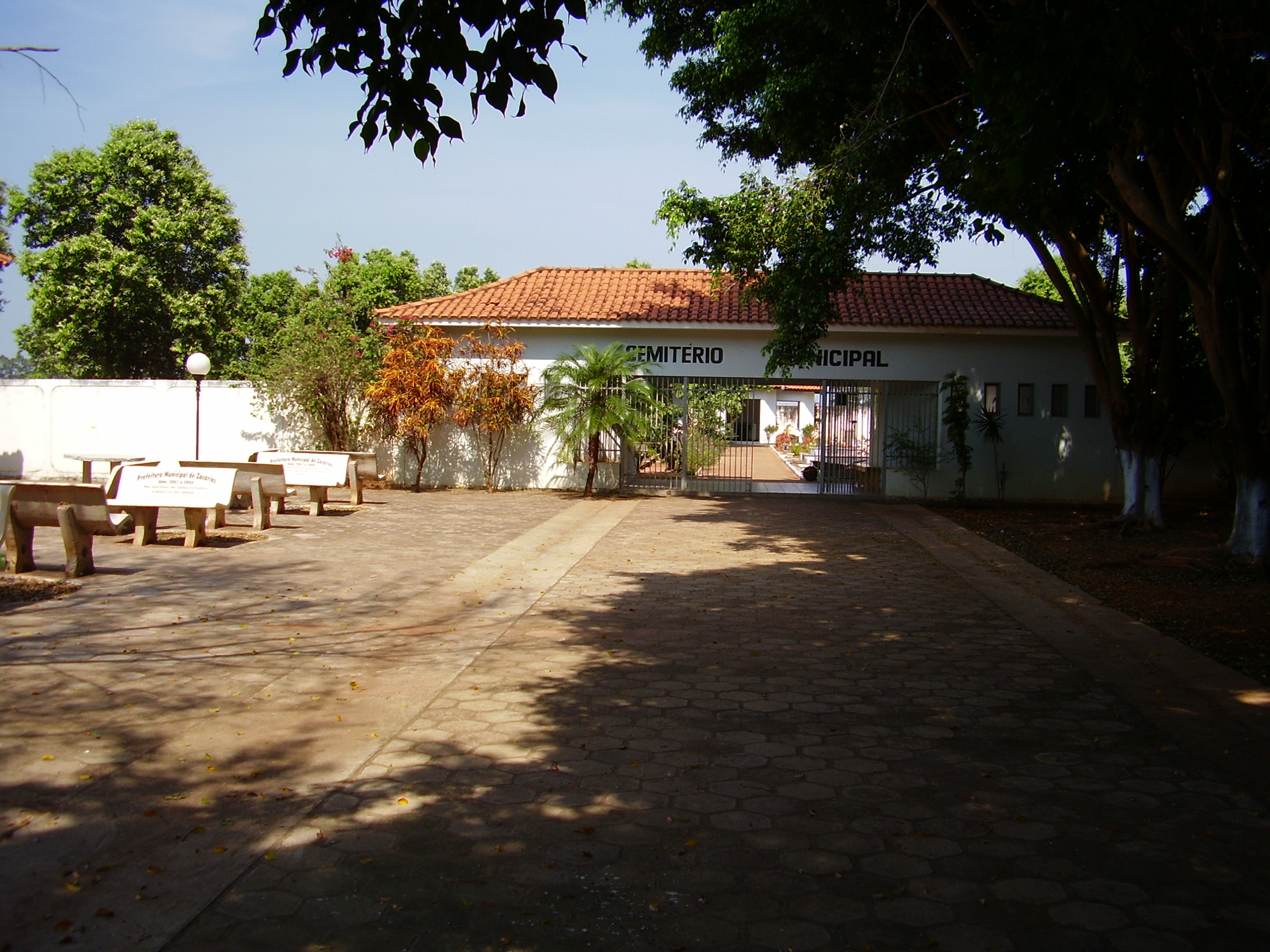
Cementerio Municipal
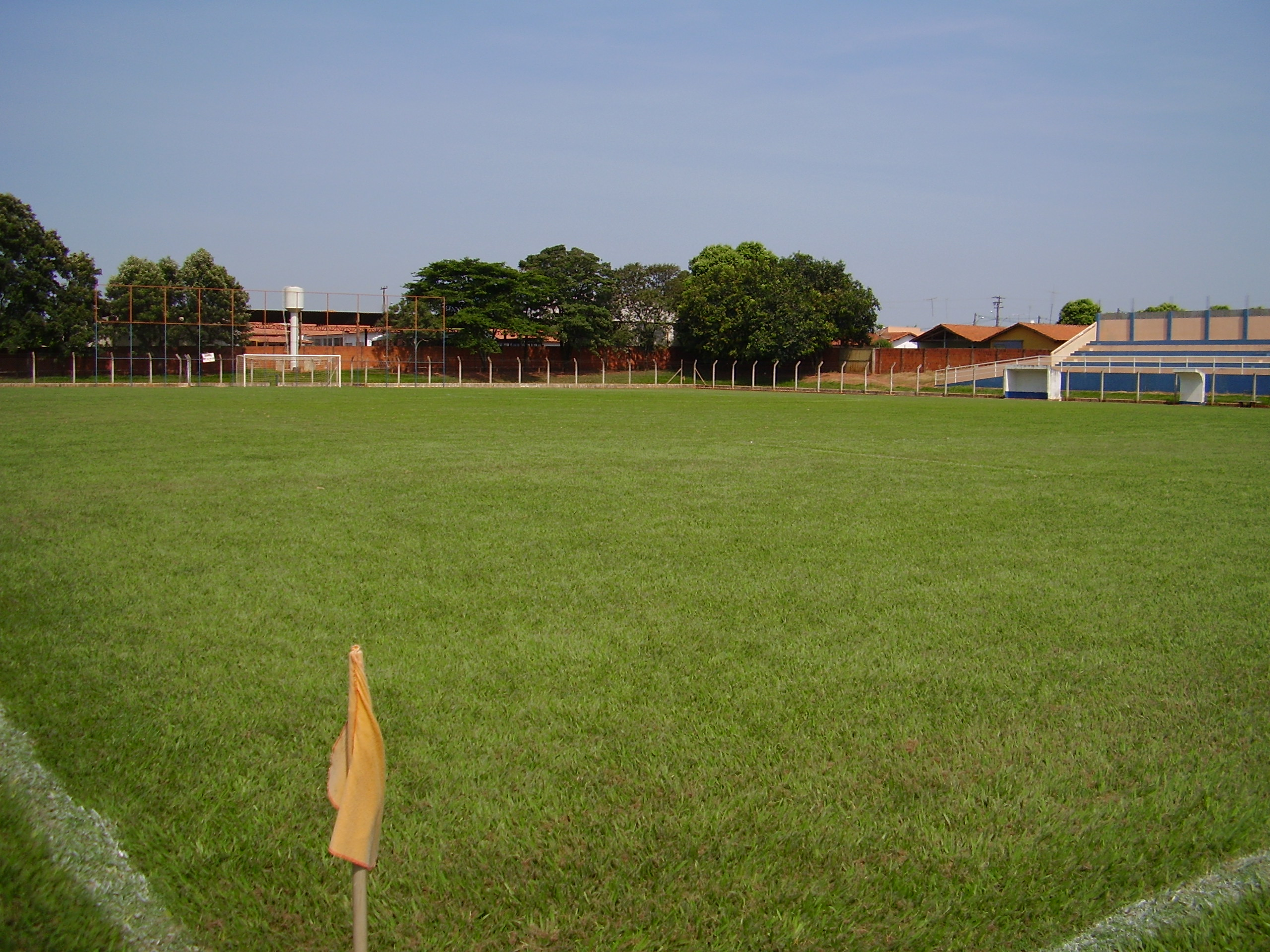
E.C.Z. - "Deportes Club Zacarias"
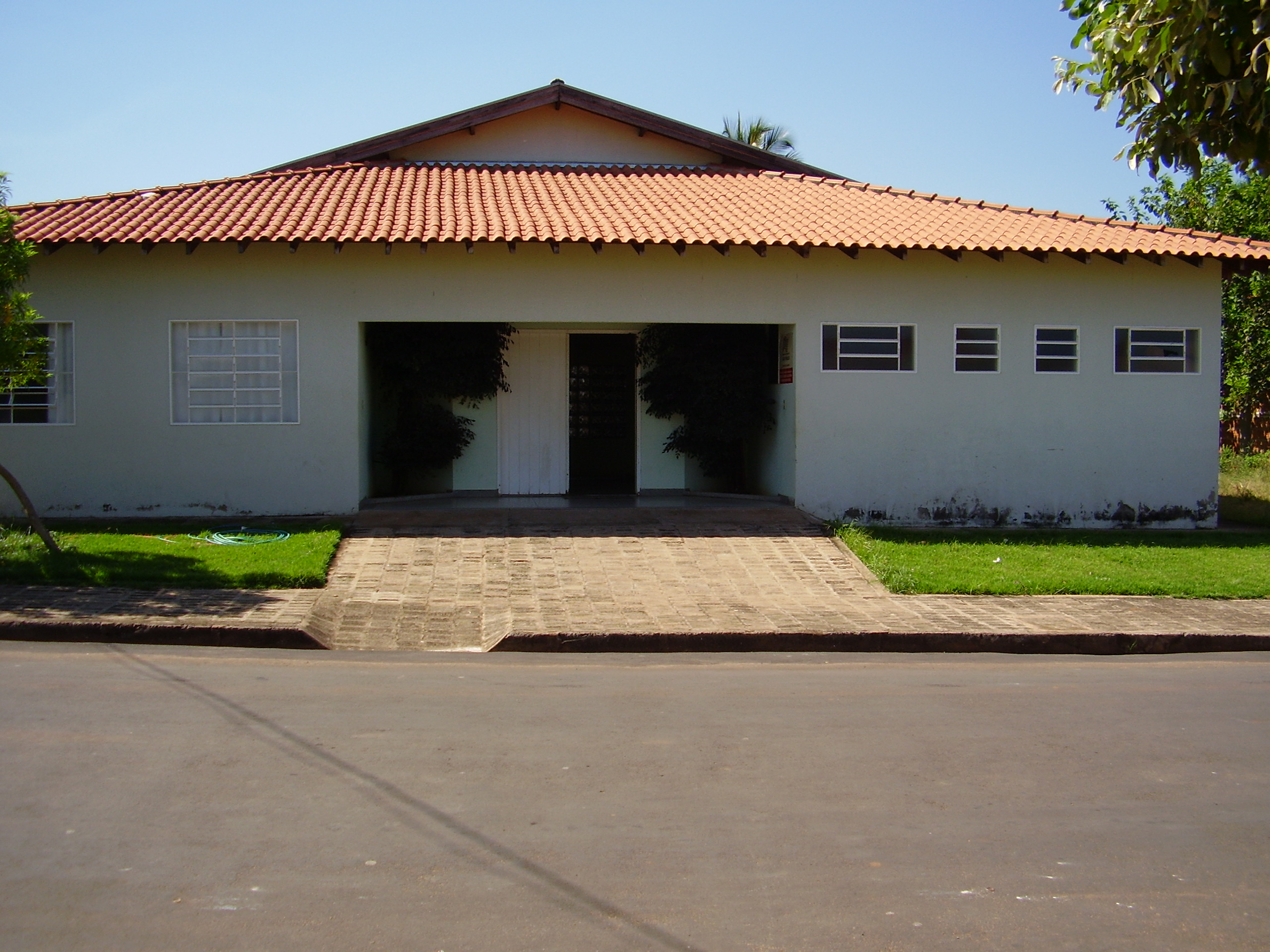
Salón de la 3ª Edad - Nombre popular